# Ewa Tylecka
Ewa Tylecka-Mellor (ur. 23 listopada 1973 w Dzierżoniowie) – polska modelka, Miss Polonia 1995.

## Życiorys
Studiowała marketing i zarządzanie na Akademii Ekonomicznej we Wrocławiu. W 1995 zwyciężyła w finale wyborów piękności Miss Polonia. Następnie uzyskała m.in. tytuł Miss Słowianka 1996. Niedługo po zakończeniu pełnienia obowiązków Miss Polonia, na przełomie 1996 i 1997 wyemigrowała na Florydę, gdzie pracowała jako modelka. W 1998 zdobyła kolejne tytuły w konkursach piękności: I wicemiss Globe, Queen of Sunrise oraz I wicemiss American Dream Calendar Girl.
Po zakończeniu kariery w modelingu m.in. przez siedem lat prowadziła szkołę gimnastyki sportowej, poza tym tworzyła stoły, produkowała świeczki i zaczęła pracę w biurze nieruchomości.
Z pierwszym mężem, Andrzejem Tychoniewiczem, ma córkę Julię, modelkę i influencerkę. Następnie wyszła za Paula C. Mellora, z którym ma syna Dylana. Zamieszkała we Freeport.